# کنود باستروپ-بیرک
کنود باستروپ-بیرک (دانمارکی: Knud Bastrup-Birk; ۱۲ دسامبر ۱۹۱۹ – ۲۵ اوت ۱۹۷۳) بازیکن فوتبال اهل دانمارک بود.
وی همچنین در تیم ملی فوتبال دانمارک بازی کرده‌است.